# Кузнецов, Виктор Александрович (домрист)
Кузнецов Виктор Александрович (13 июня 1937, Сталинград — 14 декабря 2020, Нижний Новгород) — советский и российский музыкант, домрист

, дирижёр и педагог. Народный артист России (2007), профессор Нижегородской консерватории, почётный гражданин Нижнего Новгорода (2018).

## Биография
Родился в Сталинграде, после эвакуации в 1947 году семья переехала в Липецк. При создании в клубе тракторного завода самодеятельного оркестра народных инструментов, стал участником этого оркестра, где у Кузнецова проявились исполнительские способности на малой домре. В 1954 году поступил в Воронежское музыкальное училище, где занимался на домре и продолжал своё любимое дело — рисование с натуры своих коллег — студентов училища. Когда впервые услышал в записи 8 симфонию Шостаковича, она оставила неизгладимое впечатление. 
В 1957 году в Воронеже состоялся Всесоюзный отбор музыкантов — исполнителей под председательством П. И. Нечепоренко. Кузнецов исполнил в сопровождении Липецкого оркестра концерт Будашкина для домры.
Летом 1957 года получил приглашение принять участие как солист на домре в культурной программе VI Всемирного фестиваля молодежи и студентов и выступал на открытых площадках Москвы. Через год поступил в Государственный музыкально-педагогический институт им. Гнесиных. 
В 1965 году окончил ГМПИ им. Гнесиных (класс домры профессора Александрова А. Я. и профессора Чунина В. С. и класс дирижирования профессора С. С. Сахарова и профессора С. З. Трубачева). В 1969 году окончил дирижёрскую ассисентуру-стажировку при ГМПИ им. Гнесиных (руководитель — профессор С. З. Трубачев). В 1965—1974 гг. работал преподавателем во Владимирском музыкальном училище, с 1974 года по приглашению ректора А. А. Нестерова — в Нижегородской консерватории. 
Основатель и руководитель студенческого оркестра народных инструментов — дипломанта IV Всероссийского конкурса и международных фестивалей. Основатель (1992 год), художественный руководитель и главный дирижёр Нижегородского русского народного оркестра (ныне — им. В.А. Кузнецова).
Выпустил в 1984 году сборник нижегородских композиторов «Над Волгой широкой» (составитель, автор инструментовки для оркестра русских народных инструментов).